# Mieczysław Szymkowiak

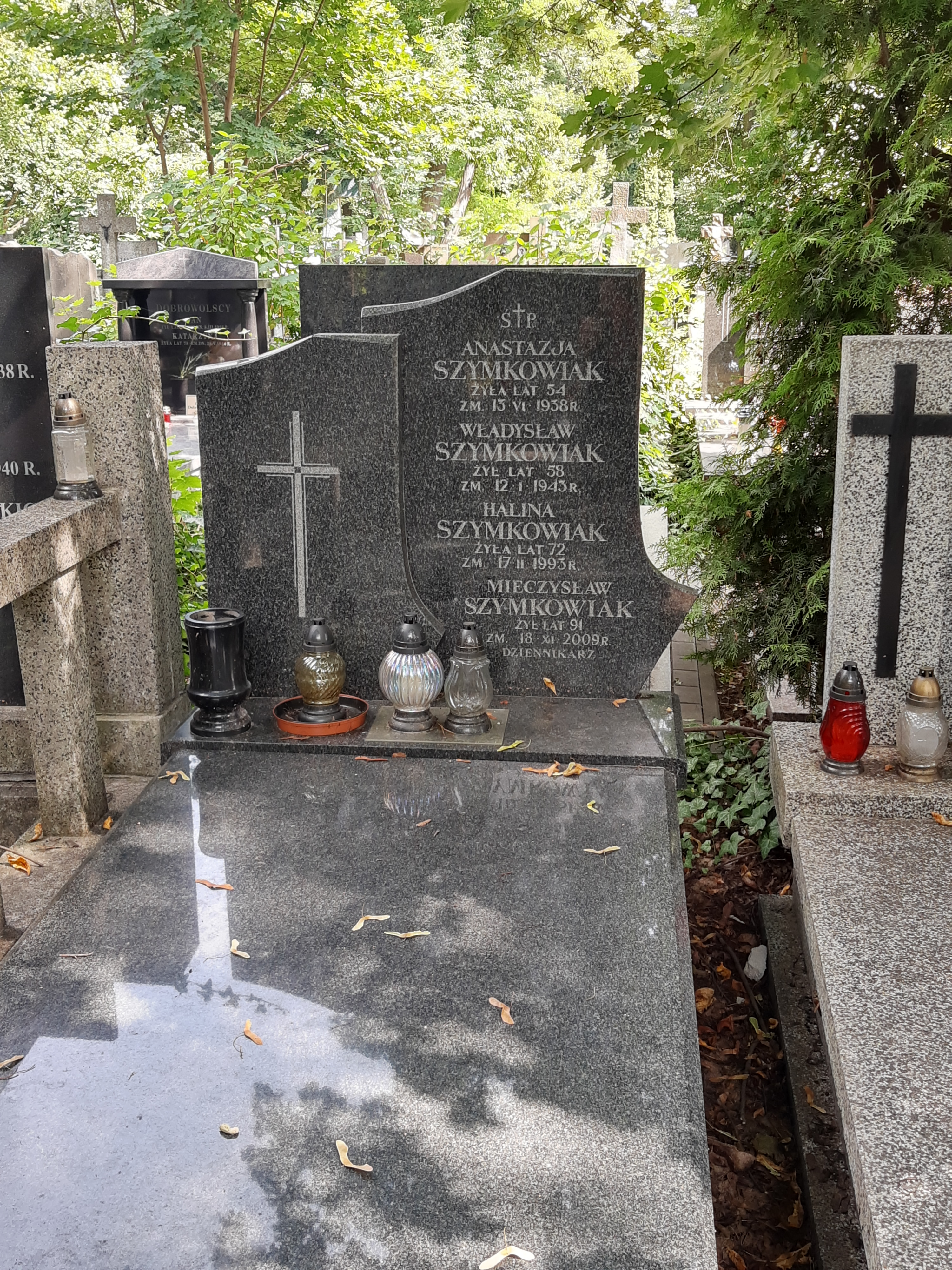
Grób Mieczysława Szymkowiaka na cmentarzu Bródnowskim

Mieczysław Szymkowiak (ur. 1 października 1918 w Warszawie, zm. 20 listopada 2009) – polski piłkarz, trener piłkarski, dziennikarz sportowy.

## Życiorys
Syn Władysława i Anastazji Figat. Przed wojną był zawodnikiem juniorskiej drużyny Polonia Warszawa. Był wychowankiem Józefa Ciszewskiego.  W trakcie okupacji niemieckiej aktywnie trenował, brał udział w konspiracyjnych mistrzostwach Warszawy. Był więźniem niemieckiego obozu koncentracyjnego KL Auschwitz. W 1945 zadebiutował w dziale sportowym dziennika ludowego. W latach 1955–1972 był zastępcą kierownika w warszawskim oddziale katowickiego Sportu. W  latach 1972-19790 był sekretarzem redakcji tygodnika Piłka Nożna. Publikował w ekspresie wieczornym. Od 1949 przez rok zajmował stanowisko współselekcjonera reprezentacji Polski, w której jako kapitan związkowy zajmował się ustalaniem składu. Funkcję tę pełnił łącznie w 19 spotkaniach kadr A i B.
W okresie 1949–1952 był wiceprezesem Polskiego Związku Piłki Nożnej. Później przez wiele lat zajmował się dziennikarstwem, pisał dla „Sportu“, od 1973 publikował w „Piłce Nożnej“.
Opublikował m.in. jako współautor Na stadionach piłkarskich (Warszawa 1968) i Piłka nożna 1919–1979, ludzie, drużyny i mecze (Warszawa 1981).
W 1999 roku odznaczony Krzyżem Kawalerskim Orderu Odrodzenia Polski.
Jest pochowany na stołecznym cmentarzu Bródnowskim (kwatera 33A-4-13).